# Venice-Simplon-Orient-Express
Der Venice-Simplon-Orient-Express, Eigenschreibweise Venice Simplon-Orient-Express ohne Bindestrich zwischen Venice und Simplon, abgekürzt VSOE, ist ein seit 1982 verkehrender Luxuszug, der von der Firma Belmond Ltd. betrieben wird. Er ist aus historischen Wagen der Compagnie Internationale des Wagons-Lits (CIWL) zusammengesetzt und verkehrt in Form von Schienenkreuzfahrten über verschiedene europäische Strecken, darunter auch die historischen Strecken des früheren Simplon-Orient-Express und des Orient-Express.

## Geschichte
1977 begann die von James B. Sherwood geleitete Sea Containers Ltd. historische Wagen der CIWL und der British Pullman Company zu erwerben und aufwändig zu restaurieren. Sherwood (1933–2020) war ein in New Castle im US-Bundesstaat Pennsylvania geborener Logistik- und Touristikunternehmer, der später nach Großbritannien übersiedelte.
Der VSOE wurde erstmals am 28. Mai 1982 eingesetzt. Die erste angebotene Reise war die Route des Simplon-Orient-Express von London über Paris nach Venedig, die auch heute noch wöchentlich befahren wird. Für die Beherbergung in Venedig kaufte die Sea Containers das Hotel Cipriani, was gleichzeitig der Einstieg der Gesellschaft ins Touristikgeschäft war.
Betreiber war die Orient-Express Hotels Ltd., eine Tochtergesellschaft von Sea Containers, in der alle Touristikaktivitäten eingebracht waren. Sie wurde wegen finanzieller Schieflage der Muttergesellschaft im Jahr 2005 selbständig und im Juni 2014 in Belmond Ltd. umbenannt. Der Geschäftssitz des börsennotierten Unternehmens ist in Hamilton auf Bermuda.
Neben dem VSOE betreibt die Belmond Ltd. verschiedene Luxuszüge mit historischen Pullmanwagen in Großbritannien, den Eastern and Oriental Express, sowie Hotels in 17 Ländern. Seit Dezember 2018 gehört Belmond Ltd. zum französischen Luxusgüterkonzern LVMH.
In Großbritannien verkehrt der Belmond British Pullman im Tagesverkehr als Zubringer von London zu Häfen an der Kanalküste. Die Reisenden wurden zuerst mit Fähren der Sealink über den Ärmelkanal gesetzt. Sealink war die ehemalige Fährgesellschaft von British Rail, die 1984 von Sea Containers Ltd. aufgekauft wurde. Seit der Eröffnung des Kanaltunnels werden Reisebusse eingesetzt, die auf einen der Shuttle-Züge verladen werden. Auf der französischen Seite benutzen die Reisenden ehemalige CIWL-Schlafwagen der Typen Lx und S.
Seit 2024 ist der Abschnitt des VSOE zwischen London und Paris eingestellt. Der Betreiber reagierte damit nach eigenen Aussagen auf die zunehmend unkalkulierbaren Aufenthaltszeiten in den Kanalhäfen Dover und Calais infolge des Brexits und der seitdem aufwändigeren Pass- und Zollkontrollen an der britisch-französischen Grenze. Fahrgäste des VSOE von bzw. nach London können diesen Abschnitt nun mit den Eurostar-Zügen durch den Kanaltunnel zurücklegen.

## Laufweg und Angebot
Anfänglich verkehrte der Zug im Winterhalbjahr von November bis März zweimal wöchentlich, in einigen Jahren wurde die Reise auch dreimal wöchentlich angeboten. Ab 1984 verkehrte der Zug in manchen Jahren in den Wintermonaten nicht mehr. 2019 verkehrte der Zug nur noch wöchentlich in den Sommermonaten.
Die Route zwischen London und Venedig führte ab 1984 abseits der originalen Orient-Express-Route über den Laufweg Basel–Buchs–Innsbruck–Brennerpass. In diesem Jahr beförderte der aus 16 Wagen bestehende Zug 22.000 Reisende. Die Komposition bot 180 Gästen Platz, die von 40 Bediensteten umsorgt wurden. Die Reise von London nach Venedig kostete damals umgerechnet 1500 Schweizer Franken.
Eine Reise pro Jahr führt von Paris über Budapest und Bukarest nach Istanbul. Die Fahrtdauer nach Istanbul beträgt fünf Tage mit vier Übernachtungen, davon jeweils eine in Hotels in Budapest bzw. Bukarest. Außer den Fahrten auf der Route des ehemaligen Simplon-Orient-Express verkehrt der VSOE mehrmals jährlich nach Wien, Budapest und Prag. Zusätzliche Reiseziele werden wechselnd angeboten, welche bislang Köln - mit nur einem Flügelzug, welcher mit einem, zu Barwagen umfunktionierten Rheingoldwagen verkehrte - Luzern, Dresden, Krakau, die Hohe Tatra, Warschau, Berlin, Kopenhagen und Stockholm beinhalteten. Aktuell sind solche Zugfahrten nach Cannes, Florenz, Rom, Brüssel und Amsterdam im Angebot.

## Wagenpark

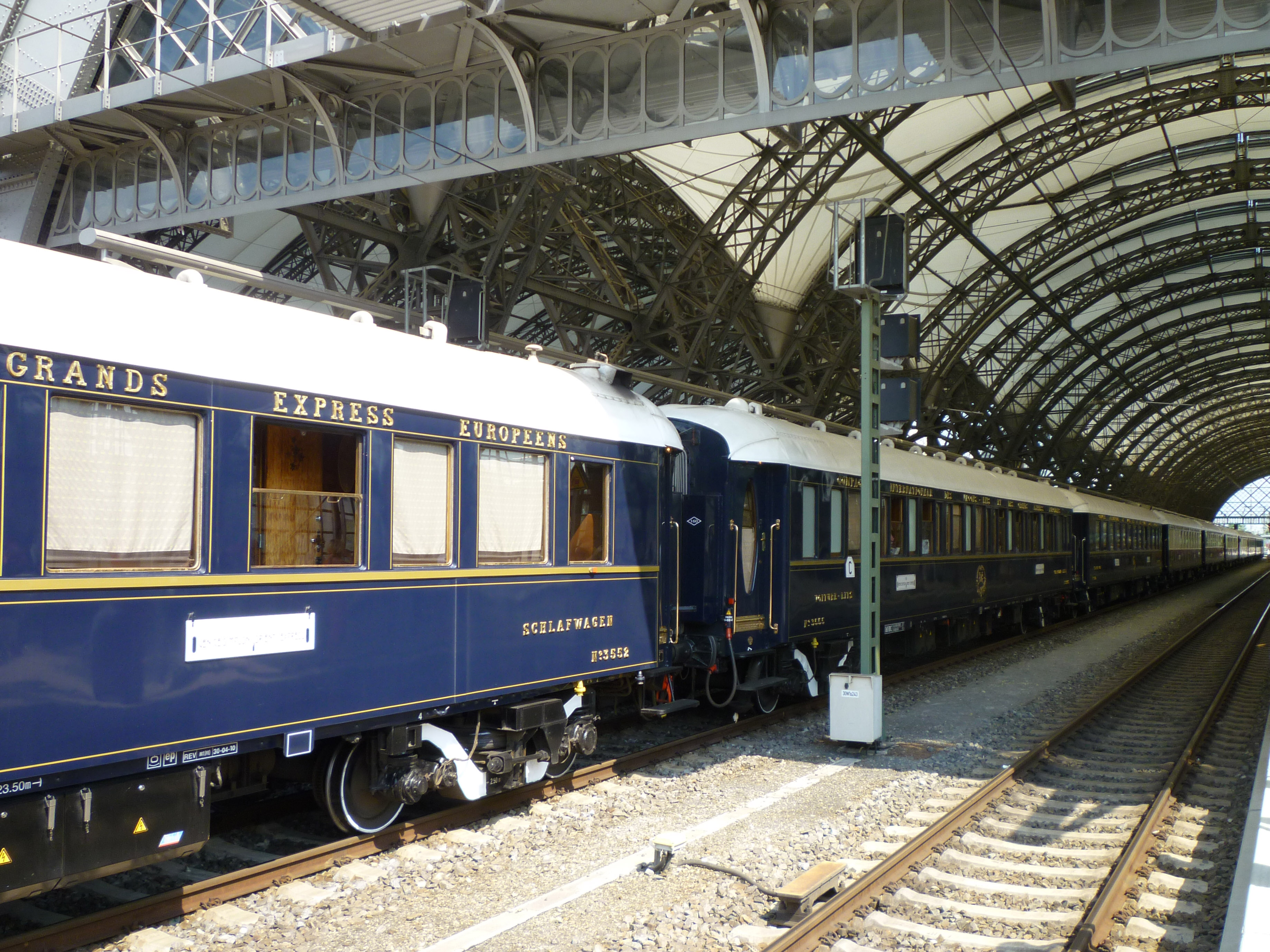
Wagen des Venice-Simplon-Orient-Express in Dresden Hauptbahnhof

Der VSOE besteht aus 16 historischen ehemaligen CIWL-Wagen der Baujahre 1927 bis 1949. Neben 10 Schlafwagen des Typs Lx sind auch zwei S1 Schlafwagen vorhanden. Einer der beiden letztgenannten Wagen mit der CIWL-Nummer 3309 gehörte wenige Jahre nach seiner Indienststellung zur Zuggarnitur des 1929 in der Türkei eingeschneiten Simplon-Orient-Express. Zu Speisewagen wurden drei ehemalige Pullman-Wagen umfunktioniert, davon zwei der Bauart Étoile du Nord - einer aber mit Wandtafelungen eines anderen Speisewagens - und einer der Bauart Côte d'Azur. Der Barwagen entstand aus einem früheren Speisewagen, und die zwei jüngsten Schlafwagen Typ Ytb sind als Servicewagen mit Abteilen für Zugmannschaft und Lagerräumen ausgestattet.
Alle Wagen wurden bei der Aufarbeitung von 1982 umfassend modernisiert, insbesondere Küchentechnik von Speisewagen, die zusätzlich auch mit Klimaanlagen ausgestattet wurden. 2003–2006 erhielt die ganze Garnitur moderne Drehgestelle von Bombardier – seither sind die Waggons für 160 km/h zugelassen. In den jüngsten Zeiten wurden auch die Schlafwagen klimatisiert sowie mit WiFi und Steckdosen ausgerüstet.
2017 wurde der S1-Schlafwagen Nr. 3425 zur neuen Komfortklasse Grand Suite umgebaut, welche erstmals 2019 angeboten wurde. Seither hat er nur noch drei Abteile. Diese sind mit Doppelbett, zusätzlichem Sofa und eigenem Badezimmer ausgestattet. Zwei Jahre später folgte auch das Schwesterfahrzeug Nr. 3309 mit drei Abteilen, es wurde allerdings wegen der COVID-19-Pandemie erst 2021 in Betrieb genommen. Mit der Umbau der Lx-Schlafwagen 3552 und 3555 ist seit Juni 2023 auch die Komfortkategorie Suite verfügbar, mit vier ebenfalls mit Badezimmern ausgestatteten Abteilen pro Wagen. Seit 2025 fährt der Lx-Schlafwagen 3539 ebenfalls zu Suite-Wagen umgebaut, und 3553 als private Unterkunft für nur zwei Fahrgäste mit dem Namen L'Observatoire. Letzterer wurde vom französischen Künstler JR entworfen und beinhaltet neben dem Schlafzimmer auch einen Tagessalon, Bibliothek, Badezimmer mit Wanne und eine Teenische.
Der bis 2024 verkehrende Zubringerzug zwischen London und der Kanalküste bestand aus älteren, ebenfalls sanierten britischen Pullmanwagen, darunter Wagen aus den früheren Garnituren der Pullmanzüge Brighton Belle und Golden Arrow.